# 수상

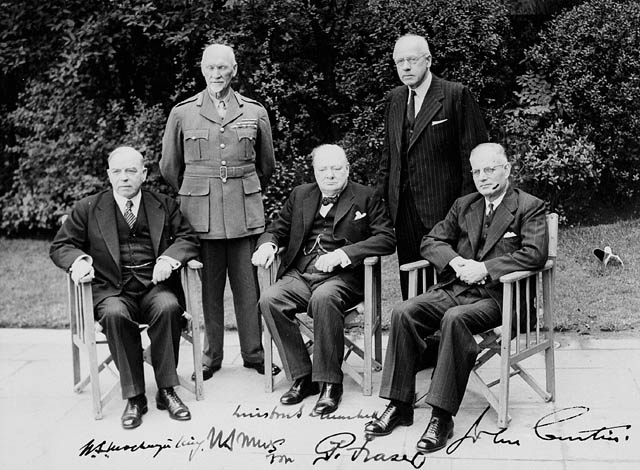

수상(首相, Prime Minister) 혹은 총리대신(總理大臣)은 내각 또는 정부를 구성하는 복수의 상(相, Minister)들을 총리(總理, Prime)하는 자를 의미한다.
유사한 말로 재상(宰相)이 있지만 재상은 군주제에서 군주의 국정을 보좌하는 최고 책임자의 의미로 사용되는 반면, 근대 이후의 대통령이 아닌 행정부의 장(長)은 일반적으로 수상으로 불러 구별한다. 대부분의 국가에는 수상이 있지만, 미국은 존재하지 않는다. 대신 부통령이 수상과 비슷한 역할을 한다.
중화권과 싱가포르에서는 총리직제를 시행하기 이전의 북한을 제외한 공화국의 내각수반을 총리(總理), 태국과 부탄을 제외한 군주국의 내각수반을 수상(首相)이라고 구분하여 부른다.

## 지위

### 행정부의 장
의원내각제의 국가에서는 다수당의 당수가 수상이 되며, 수상은 행정부의 장으로서 내각회의를 주재한다. 이원집정부제에서는 수상이 있어도 대통령이 내각회의를 주재 하는 나라가 많아, 대통령제로는 수상을 두지 않는 나라도 볼 수 있다. 군주권이 강한 나라에서는 군주가 내각회의를 주재하여 수상을 두지 않는 경우가 있다.
수상의 임명권자는 군주나 대통령 등의 원수이다. 이때 대통령제나 군주권이 강한 나라에서는 그 원수가 스스로 결정해 임명하는 경우가 많다.
의원내각제의 나라의 경우는,
의회의 지명에만 근거해 임명한다. (일본, 독일 등)
전임의 수상의 조언, 또는 정당 등에서의 추천과 관례에 따라 임명하고, 의회의 승인은 취하지 않는다.
같은 방법으로 수상 후보를 결정해 의회에 추천하고, 의회에서 승인되면 정식으로 임명한다.
등의 방법이 취해진다. 어느 경우도 의회의 신임을 얻을 수 없는 인물은 수상의 자리에 있을 수 없어, 실질적으로 의회가 수상을 지명하는 것과 의미는 변함없다.

### 원수와의 관계
수상은 행정부의 장으로서 행정을 담당하는 관직이며, 여러 나라의 사례에서 그 지위는 나라와 국민을 대표하는 대통령이나 주석, 군주 등의 국가원수와는 다르다. 의원내각제에 있어서는 행정에 관한 직접적·실질적인 권한은 수상과 그가 구성하는 내각에 귀속되고, 대통령이나 군주는 국가의 명목상의 원수로서 행정에 관한 의례적·형식적 권한을 행사할 뿐이다.
외교 의례 상의 관례에서는 수상은 자국의 군주나 대통령과 함께 열석(列席)할 때는 석차(席次)로 구별한다. 또 접수의 형태나 카운터파트로 구별하는 경우가 있다. 외교 관례에서는 국가원수에게는 치외법권이 인정되어 해외 방문 시 접수국 측의 보호 의무가 발생하지만, 현대에는 원수와 실질적인 행정부의 장(수상)이 다른 경우가 많아, 쌍방의 합의에 근거해 수상이나 정부 요인(예를 들면 왕실・황실의 가족 등)에 대해서 원수 수준의 대우를 하는 경우가 많다.

## 각국의 명칭
- 대한민국 - 국무총리(國務總理)
- 일본 - 내각총리대신(内閣総理大臣)
- 조선민주주의인민공화국 - 내각총리(內閣總理)
- 중화민국 - 행정원장(行政院長)
- 중화인민공화국 - 국무원총리(国务院总理)
- 베트남 사회주의공화국 - 정부수상(Thủ tướng Chính phủ/政府首相)
- 독일 - Bundeskanzler
- 러시아 - Председатель Правительства(Predsedatel' Prabitel'stba)
- 스웨덴 - Statsminister
- 스페인 - Presidente del Gobierno
- 영국 - Prime Minister of the United Kingdom of Great Britain and Northern Ireland
- 오스트레일리아 - Prime Minister of Australia
- 뉴질랜드 - Prime Minister of New Zealand
- 이탈리아 - Presidente del Consiglio dei Ministri
- 캐나다 - Prime minister of Canada
- 터키 - Türkiye Cumhuriyeti Başbakanı
- 프랑스 - Premier ministre
- 태국 - นายกรัฐมนตรี

## 유명한 수상

### 영국
- 벤저민 디즈레일리 - 빅토리아 여왕 재위 중 영국의 수상을 지냄.
- 윈스턴 처칠 - 제2차 세계대전 당시 영국의 수상을 지냄.
- 마거릿 대처 - 영국 최초의 여성 수상. 포클랜드 전쟁 당시 수상

### 독일
- 오토 폰 비스마르크 - 독일 제국 초대 수상
- 콘라드 아데나워 - 독일연방공화국 초대 수상
- 빌리 브란트 - 동방 정책을 추진한 독일연방공화국의 수상
- 헬무트 콜 - 독일의 재통일 당시 독일연방공화국 수상

### 대한민국
- 이범석 - 대한민국 초대 국무총리

## 같이 보기
- 재상
- 영의정
- 대원군
- 총리
- 국무총리
- 일본의 내각총리대신
- 승상
- 상국
- 삼공 (칭호)
- 중국의 재상
- 태정대신
- 궁재
- 부총리
- 장관
- 수상 직선제: 수상(총리)를 선거권을 보유한 국민들의 직접 선거로 뽑는 제도·방안
- 섭정
- 관백
- 내람
- 태합
- 정이대장군
- 오고쇼